# East River (St. Kitts)
East River ist ein so genannter ghaut (gut), ein ephemeres Gewässer ähnlich einer Fiumara, auf St. Kitts, im karibischen Inselstaat St. Kitts und Nevis.

## Geographie
Der Fluss entspringt im Norden von St. Kitts, Südhang des Camp Crater. Er verläuft steil nach Süden und mündet bald bei Old Road Town in der Old Road Bay in das Karibische Meer, ganz in der Nähe zur Mündung des benachbarten Wingfields River.